# Hans-Böckler-Straße (Bremen)

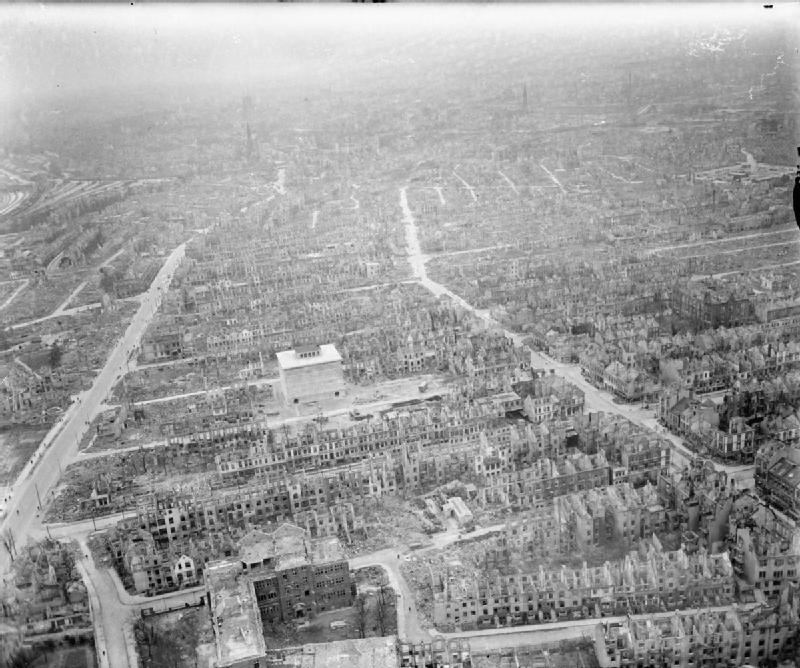
Zerstörtes Walle; Blick nach Südosten

Die Hans-Böckler-Straße ist eine historische Straße in Bremen, Stadtteil Walle, Ortsteil  Utbremen. Sie führt in Süd-Nord-Richtung von der Doventorscontrescarpe / vom Doventor und der Bundesstraße 75 bis zur Nordstraße / Hansestraße.
Die Querstraßen wurden benannt als Auf dem Kamp (campus) nach einer Flurbezeichnung eines durch Gräben oder Hecken eingefriedeten Grundstückes, Bürgermeister-Hildebrand-Straße (1956) nach dem Bremer Bürgermeister Hermann Hildebrand, Lloydstraße nach der früher größten Bremer Reederei Norddeutscher Lloyd, heute Teil von Hapag-Lloyd, Wolfardstraße (1956) nach dem Redakteur Adolf Wolfard, der 1951 in seinem Redaktionsbüro durch eine Paketbombe getötet wurde, Zweigstraße als Abzweig der Baumstraße (Waller Schlagbaum), Friedrich-Naumann-Ring nach dem liberalen Politiker (DDP) Friedrich Naumann und Hansestraße nach der Hanse, zu der Bremen seit 1260 gehörte; ansonsten siehe beim Link zu den Straßen.

## Geschichte

### Name
Die Hans-Böckler-Straße erhielt 1951 den Namen nach dem Politiker (SPD) und Gewerkschaftsfunktionär Hans Böckler (1875–1951), der in der Weimarer Republik und nach 1945 beim Aufbau der Gewerkschaften gewirkt hatte und der 1949 der erste Vorsitzende des Deutschen Gewerkschaftsbundes (DGB) war. Briefmarke der Deutschen Bundespost Berlin (1961) zum 10. Todestag.
Zuvor war diese Straße Teil der Nordstraße.

### Entwicklung
1139 wurde das Dorf Walle erstmals erwähnt und 1179 der Hof-Walle der Herren zu Walle.
Mit dem Bau des Freihafens nach 1888 entwickelten sich die Ortsteile von Walle. Die große Jute-Spinnerei und Weberei Bremen an der Nordstraße beschäftigte um 1895 über 2000 Arbeiter, die hier in überwiegend dicht bebauten Wohngebieten lebten.
Während des Zweiten Weltkrieges wurde Walle 1943/44 großflächig zerstört. Unter dem Namen Westliche Vorstadt entstand von 1953 bis 1955 in Utbremen, Steffensweg und Westend durch die Gewoba, die Bremer Treuhand und die Schoß nach Plänen von Max Säume, Günther Hafemann, Wilhelm Wortmann, Bernhard Wessel, Werner Hebebrand, Walter Schlempp und Günther Marschall eine größere, aufgelockerte Wohnsiedlung. Das schwer beschädigte Volkshaus wurde mit geringen Veränderungen wieder aufgebaut.

### Straßenbahn
Die erste Pferdebahn in der Straße (damals noch Nordstraße genannt) war ab 1881 die Ringbahn bis zur Kreuzung mit der Hansastraße. Noch vor der Elektrifizierung 1900 kamen zwei weitere Linien dazu, alle drei verbanden den Ostertorsteinweg durch die Innenstadt mit der genannten Kreuzung, teilweise allerdings auf einer hafennäheren Parallelstrecke über den Korffsdeich. Mit der Einführung der Liniennummern waren das jahrzehntelang die Linien 1 (Ringbahn), 2 (weiter Richtung Waller Bahnhof) und 3 (weiter Richtung Holzhafen). 
Die Linien 1 (Ringbahn) wurde 1942 kriegsbedingt eingestellt und nie wieder eröffnet. Nach dem Zweiten Weltkrieg wurde die Schienen auf der seit 1955 so genannte Hans-Böckler-Straße zunächst abgebaut, die verbliebenen Linien 2 und 3 befuhren die Korffsdeich-Strecke. 1962 wurde diese aufgegeben und zurückverlegt in die Hans-Böckler-Straße. Seitdem wird diese von der Linie 2 im südlichen Bereich befahren, diese biegt in der Mitte der Straße in Richtung Walle ab. Die Linie 3 befuhr die Hans-Böckler-Straße jahrzehntelang in ganzer Länge.  
2006 baute die Straßenbahn Bremen für die Linie 3 eine neue Parallelstrecke durch die Überseestadt, die ziemlich genau der alten Korffsdeich-Strecke entspricht. Der entfallende Strecke in der Hans-Böckler-Straße ist als Betriebsstrecke erhalten.

## Gebäude und Anlagen
An der Straße befinden sich u. a. zwei- bis dreigeschossige Wohnhäuser und vier- bis siebengeschossige Geschäftsgebäude. Bis auf das Volkshaus und dem Bunker stammen alle Gebäude aus der Zeit nach 1945.
Bremer Baudenkmale
- Nr. 9: 4-gesch. verklinkertes Volkshaus, 1928 nach Plänen von  Richard Jansen mit über 400 Räumen für die Gewerkschaften gebaut, 1933 bis 1938 Haus der Deutschen Arbeitsfront der Nazis, dann städtisches Eigentum, heute: Sozialzentrum 2 für Gröpelingen und Walle.[1]
  - Acht Skulpturen von Bernhard Hoetger von 1928 bis 1933; Sechs Figuren als Nachguss von 1979.[2]

Erwähnenswerte Gebäude und Anlagen
- Östliche Seite
  - Auf dem Kamp: Offene, 3-gesch. Wohnbebauung der 1960/70er Jahre
  - Nr. 5–7: 3-gesch. Wohnhäuser
  - Nr. 9: Volkshaus (s. o.)
  - Nr. 55–71: 2-gesch. Wohnhäuser
  - Nr. 75: 1- und 3-gesch. Geschäftshaus
- Westliche Seite
  - B 75/Auffahrt: Hochregallager für Kaffeeprodukte von um 1990, heute bei der Bremer Lagerhaus-Gesellschaft (BLG)
  - Ecke Lloydstraße 12: 6-gesch. Geschäftshaus
  - Nr. 48/50: 7-gesch. Geschäftshaus u. a. mit der Stute Logistics KG
  - Nr. 56: 4-gesch. Geschäftshaus
  - Nr. 58: Diakonissenbunker aus Beton

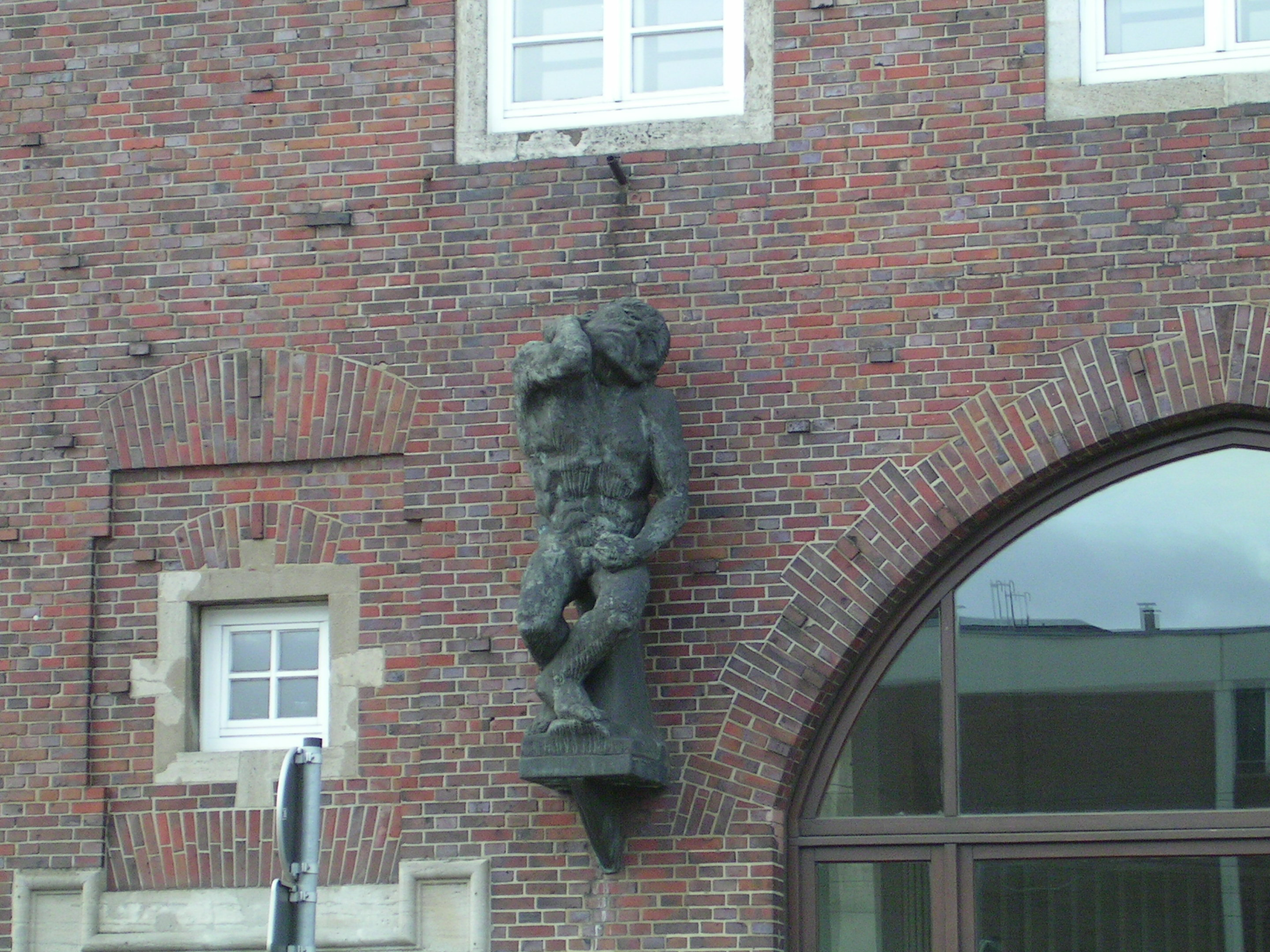
Hoetger

### Kunstobjekte, Gedenktafeln
- Nr. 9: Acht Skulpturen als Zyklus der Arbeit von Hoetger am Volkshaus von 1928; die Figuren sind Nachgüsse von 1979 von Manfred Lohrengel (s. o.).
- Stolpersteine für die Opfer des Nationalsozialismus gemäß der Liste der Stolpersteine in Bremen: Siehe bei Nordstraße.